# Chapelle Saint-Roch de Zemun
Pour les articles homonymes, voir Chapelle Saint-Roch.
La chapelle Saint-Roch de Zemun (en serbe cyrillique : Контумацка капела Светог Рока ; en serbe latin : Kontumacka kapela Svetog Roka) est une église catholique située à Belgrade, la capitale de la Serbie, dans la municipalité urbaine de Zemun. Construite en 1836, elle figure sur la liste des monuments culturels protégés de la république de Serbie et sur la liste des biens culturels de la ville de Belgrade.

## Présentation
La chapelle Saint-Roch, située dans le Gradski park (n° 5), a été construite en 1836 sur des plans de l'architecte Josif Felber. Avec la chapelle Saint-Michel et Saint-Gabriel, elle aussi située dans le parc, elle constitue un témoignage de l'ancienne Quarantaine, une institution créée en 1730 à un moment où Zemun se trouvait à la frontière de l'empire d'Autriche et de l'Empire ottoman ; à l'époque de sa construction, la Quarantaine était administrée par Franc Minas. Conçu dans un style baroque, l'édifice est constitué d'une nef unique et d'une abside demi-circulaire. Son plan met en valeur sa valeur de quarantaine : le bâtiment dispose d'une entrée principale mais aussi de six autres portes d'accès.
La chapelle conserve, entre autres, des peintures du XIXe siècle réalisées par Živko Petrović et Aleksandar Mаšić.